# 桃園市六和高級中等學校
桃園市私立六和高級中學，全名為六和學校財團法人桃園市六和高級中學，簡稱六和高中，為一所位於臺灣桃園市平鎮區的私立高級中學。1956年創校，2001年遷移校址至今。早年稱為「六和高工」。設有普高、職高、國中部以及實技班。職高設有機電科、資訊科、應用外語科（日文組（於111年起停招）、英文組）、資處科（於104學年度起停招）、汽修科（於96學年度起停招）、多媒體應用科（於104學年度起招生）。其中實技班已於97學年度起停招新生。

## 歷任校長
| 任別 | 任期                   | 姓名   |
| ---- | ---------------------- | ------ |
| 1    | 1956年8月 － 1960年7月 | 魯庭樹 |
| 2    | 1960年8月 － 1962年4月 | 孫天作 |
| 3    | 1962年5月 － 1969年2月 | 劉夢熊 |
| 4    | 1969年3月 － 1988年7月 | 尚永樂 |
| 5    | 1988年8月 － 1999年7月 | 馬毅志 |
| 6    | 1999年8月 － 2001年7月 | 胡鍊輝 |
| 7    | 2001年8月 － 2002年7月 | 國祥   |
| 8    | 2002年8月 － 2006年7月 | 宋子才 |
| 9    | 2006年8月 － 2008年7月 | 劉慶雄 |
| 10   | 2008年8月 － 2010年1月 | 國祥   |
| 11   | 2010年2月 － 2016年1月 | 蘇景進 |
| 12   | 2016年2月 － 2017年7月 | 宋曉穎 |
| 13   | 2017年7月 － 2021年7月 | 林繼生 |
| 14   | 2021年7月 － 現任      | 陳淑惠 |

## 科系簡介
| 國中部 | 生活智慧與程設 | 國際文化與溝通 | 創作思考與實作 | 桃憩少年樂學趣 |

| 高中部 | 醫科數理班 | 國際雙聯班 | 自然科學班 | 人文社會班 |

| 高職部 | 機電科 | 資訊科 | 應用英語科 | 多媒體設計科 |

24°56′46.33″N 121°11′7.67″E / 24.9462028°N 121.1854639°E